# Mit Sicherheit gut ankommen

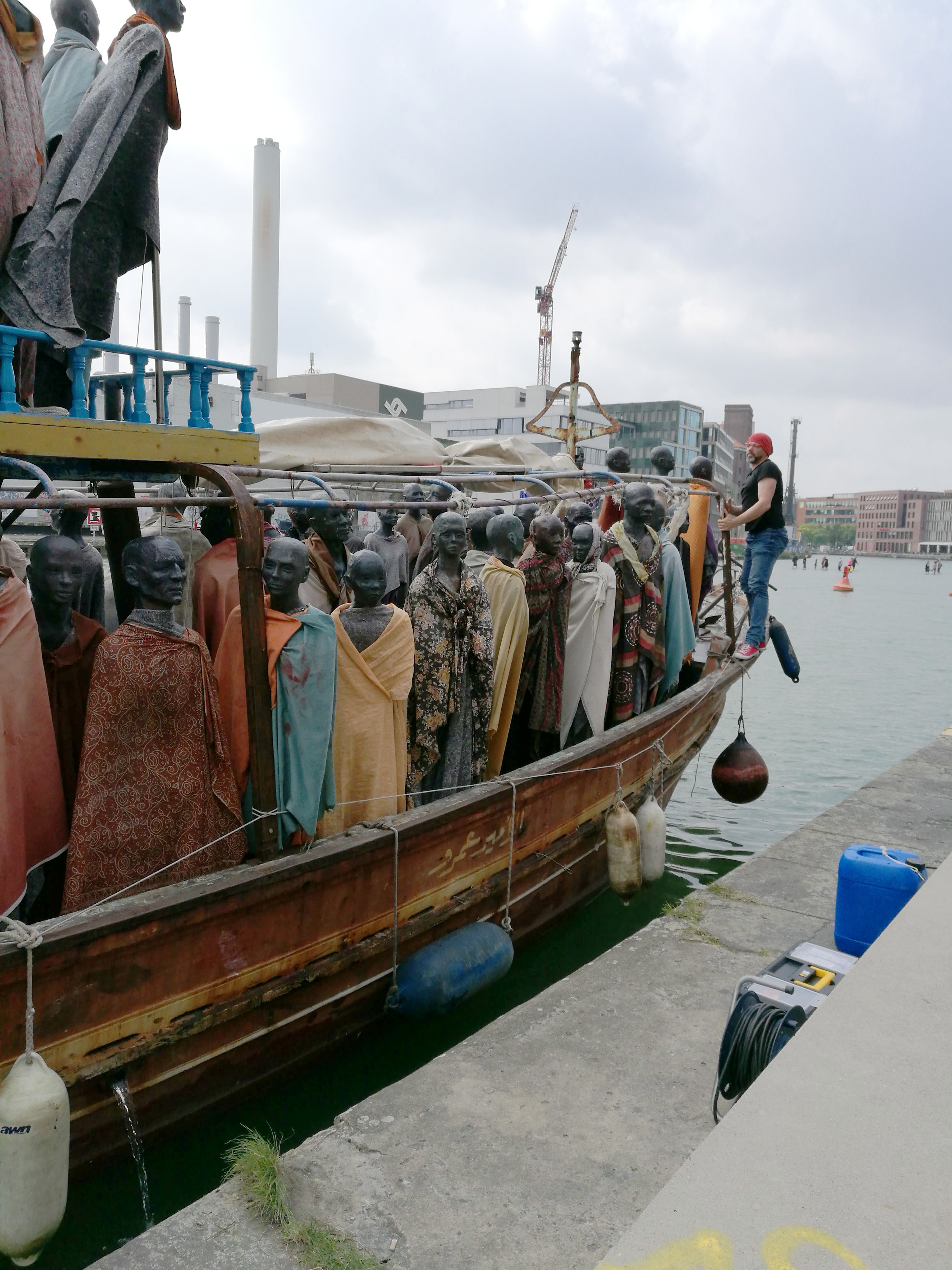
Die Al-hadj Djumaa im Münsteraner Hafen (2017)

Mit Sicherheit gut ankommen war ein sozial-kulturelles Schiffsprojekt zu Flucht und Migration der Stiftung Outlaw mit Skulpturen des dänischen Künstlers Jens Galschiøt. Ziel des Projektes war es, Menschen dazu zu motivieren, sich mit dem Thema Flucht und Migration auseinanderzusetzen. Dazu diente zum einen der sinnlich-künstlerische Eindruck, der durch das Schiff und die Figuren entstand, zum anderen  begleitende Veranstaltungen und Aktionen, in die stets die regionalen Initiativen und Organisationen der angesteuerten Städte einbezogen waren.

## Vorgeschichte

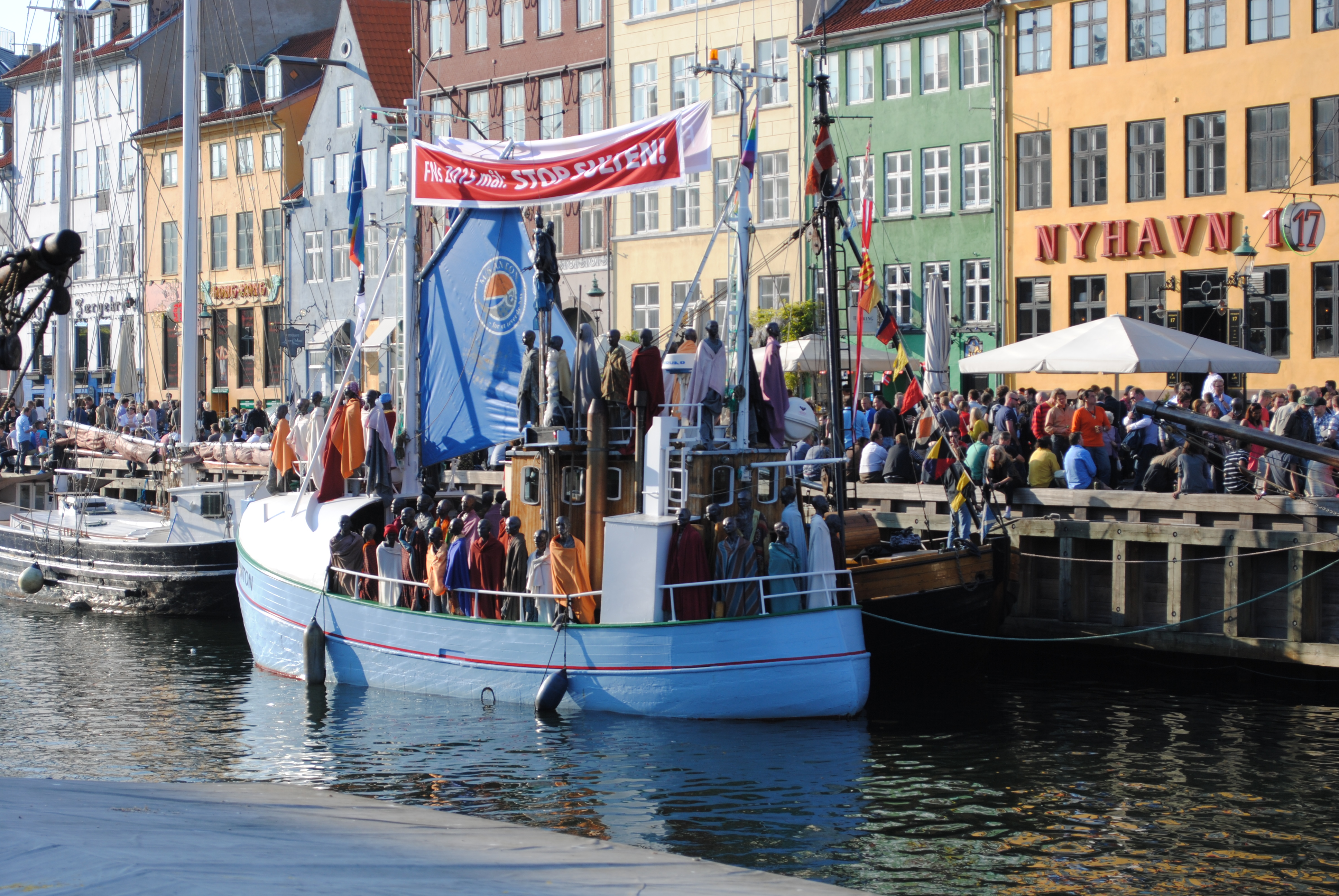
Die MS Anton in Nyhavn (2011)

Das Schiff MS Anton wurde bereits seit 2010 für verschiedene Kunsthappenings genutzt, mit denen Jens Galschiøt und die dänische Organisation Art In Defense of Humanism (AIDOH) auf die Situation von Flüchtlingen in Europa und in der Welt aufmerksam machen wollten. Die über 70 Bronze-Skulpturen Galschiøts waren erstmals im Hafen der kleinen dänischen Stadt Randers zu sehen. Das Boot mit den Figuren fuhr verschiedene dänische Häfen an, sowohl in Jytland als auch auf Fünen und Seeland. Im Dezember 2011 lag das Flüchtlingsboot (dänisch: Flygtningeskibet) in Nyhavn in Kopenhagen.
Das deutsche Projekt unter dem Titel „Mit Sicherheit gut ankommen“ im Jahr 2017 wurde von der Stiftung Outlaw in Zusammenarbeit mit weiteren Organisationen wie Pro Asyl, terre des hommes, der Glücksspirale, dem Niedersächsischen Ministerium für Soziales, Gesundheit und Gleichstellung, dem Ministerium für Familie, Kinder, Jugend, Kultur und Sport des Landes Nordrhein-Westfalen, verschiedenen paritätischen Wohlfahrtsverbänden, kirchlichen Einrichtungen und der Bundespolizei realisiert. Den theoretischen Hintergrund bildete die im Februar 2016 von 50 Fachleuten aus unterschiedlichen Arbeitsfeldern verfasste „Norderneyer Erklärung“, die Positionen zum Thema Flucht und Migration formulierte.
Zunächst war das Schiff mit den Skulpturen zu Beginn der documenta 14 in Kassel zu sehen. Aufgrund einer Auseinandersetzung bezüglich der Genehmigung musste dieser Teil der Aktion vorzeitig abgebrochen werden.

## Skulpturen
Die Skulpturen von Jens Galschiøt zeigen Menschen verschiedenen Alters und verschiedener Ethnien. Sie bestehen aus Büsten in Bronze, welche zu stehenden Figuren montiert sind, die von afrikanisch anmutenden Gewändern umhüllt werden. Durch die schwarz patinierte Bronze und die Gewänder entsteht aus größerer Ferne der erste Eindruck eines afrikanischen Flüchtlingsschiffes. Bei näherer Betrachtung kommt die Zuordnung der dargestellten Personen zu verschiedenen Ethnien und Kontinenten in den Blick und verweist darauf, dass das Thema der Flucht nicht territorial begrenzt ist.

## Schiffe und ihre Reise

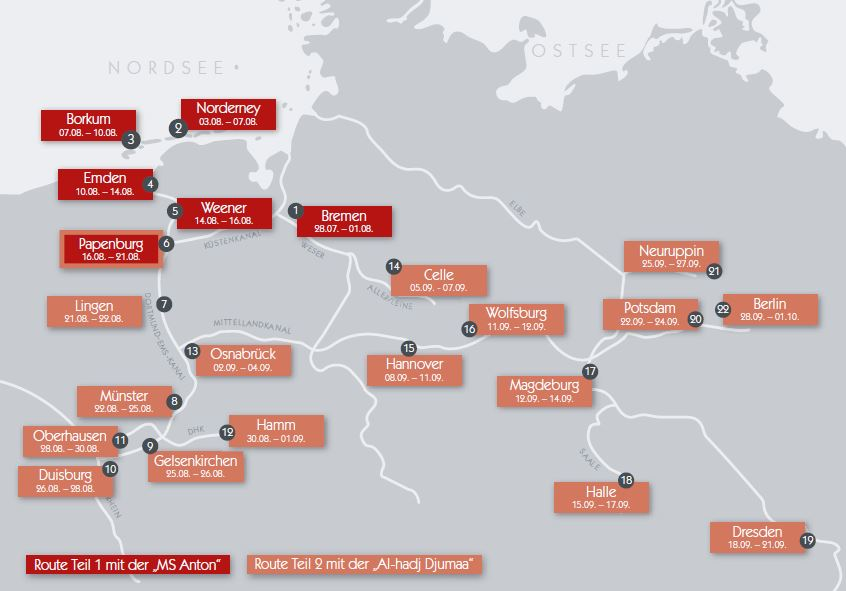
Die Route durch Deutschland

Die 65 Tage dauernde Schiffsroute durch Deutschland, die den Kern des Projektes bildete, betrug insgesamt 3600 km, wobei fast 60 Schleusen zu passieren waren. Das Projekt begann am 28. Juli 2017 in Bremen und endete am 1. Oktober 2017 in Berlin. Dabei wurden die Wasserstraßen Dortmund-Ems-Kanal, Datteln-Hamm-Kanal, Rhein-Herne-Kanal, Mittellandkanal, Leine, Aller, Saale, Elbe, Elbe-Havel-Kanal, Ruppiner Wasserstraße und die Spree genutzt. Aufgrund der niedrigen Wasserstände der Aller, der Saale und der Elbe waren einige Landtransporte notwendig.
Im ersten Teil der Reise fuhr die schon in Dänemark eingesetzte MS Anton, ein hochseetaugliches Schiff der dänischen Vereinigung Levende Hav. Das zweite Schiff war die Al-hadj Djumaa, ein ehemaliges Flüchtlingsschiff, welches im Sommer 2013 von Nordafrika nach Lampedusa aufbrach. Es hatte damals 282 Menschen an Bord, 217 aus Eritrea und 65 aus Äthiopien. Es ist nur für die Binnenschifffahrt geeignet und wurde von der italienischen Küstenwache vor der Küste Lampedusas beschlagnahmt. Es gehört einem in Amsterdam angesiedelten gemeinnützigen Verein, der „Reederei Lampedusa“.
Die MS Anton startete Mitte Juli in Assens in Dänemark über die Nordsee zu ihrer ersten Station in Bremen und fuhr von dort aus nach Norderney, Borkum und Emden, Weener und Papenburg. Dort wurden die Figuren auf die Al-hadj Djumaa überführt, die von Papenburg weiterfuhr nach Lingen, Münster, Gelsenkirchen, Duisburg, Oberhausen, Hamm, , Osnabrück Celle, Hannover, Wolfsburg, Magdeburg, Halle Dresden, Potsdam, Neuruppin und Berlin.
Soweit es toleriert wurde, fuhr das Schiff unter der inoffiziellen Refugee-Flagge in Orange und Schwarz, die seit der Olympiade 2016 durch das Refugee Olympic Team symbolisch als Flagge der Refugee-Nation verwendet wird.

## Aktionen an einzelnen Stationen, Einbindungen
Stets gehörte es zur Aktion, dass Besucher das Schiff betreten durften und somit einen sinnlichen Eindruck von der Enge an Bord bekommen konnten. In einer Jurte an Land wurde eine Wanderausstellung zum Thema Migration sowie Informationen zur Situation von Flüchtlingen während der Flucht und in Flüchtlingslagern geboten.
An den meisten Orten wurde das Projekt durch Veranstaltungen regionaler Organisationen begleitet. So war es in Bremen eingebunden in ein Programm des Familiennetzwerks Bremen, an dem sich Bremer Organisationen der Flüchtlingshilfe und internationale Hilfsorganisatoren beteiligten. Es wurden Filme, Vorträge, Podiumsdiskussionen und ein umfangreiches Kulturprogramm angeboten.
In Münster fand das Schiffsprojekt innerhalb des Zeitraums der Skulpturenausstellung 2017 Skulptur.Projekte statt. Das Boot lag vom 22. bis 25. August im Münsteraner Hafen in Sichtweite der Skulptur On Water der türkischen Künstlerin Ayşe Erkmen.
In Osnabrück fand die Ankunft des Schiffes parallel zum Dampflokfest 2017 statt und verband das traditionelle Fest der Eisenbahnfreunde mit dem Flüchtlingsprojekt, unterstützt von zahlreichen informativen Veranstaltungen.
In Hannover veranstaltete das Kulturzentrum Faust ein umfassendes Kulturprogramm, welches geflüchtete Kinder und Erwachsene aus Hannover einband und zugleich über das Boot und dessen Hintergründe informierte. Dort und an zahlreichen weiteren Stationen der Reise wurde die szenische Lesung „Ein Morgen vor Lampedusa“ (2013) von Antonio Umberto Riccó aufgeführt, welche das Bootsunglück vor Lampedusa 2013 thematisiert.
Insgesamt beteiligten sich mehr als 120 staatliche, kommunale und private Organisationen, Einrichtungen, Vereine, Verbände und Initiativen an dem Projekt.

## Bilder

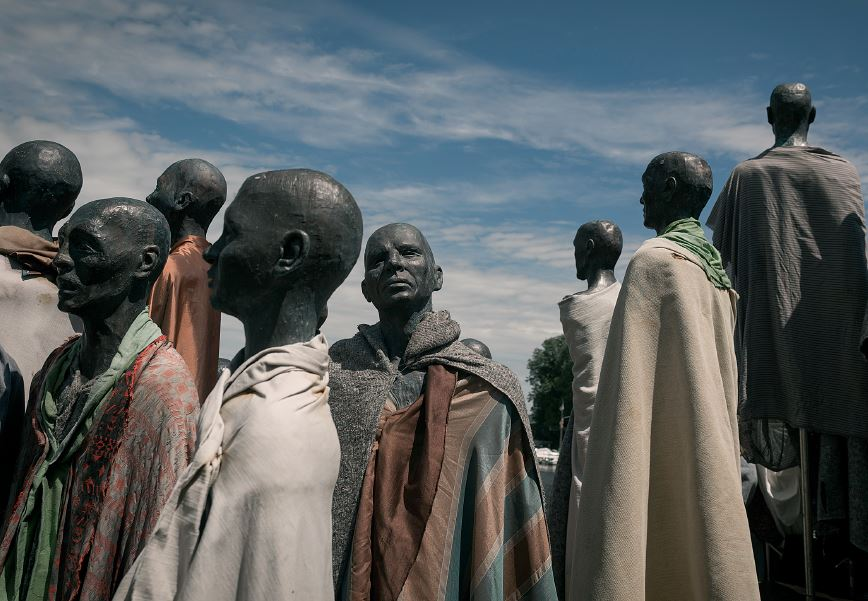
Figuren von Jens Galschiot
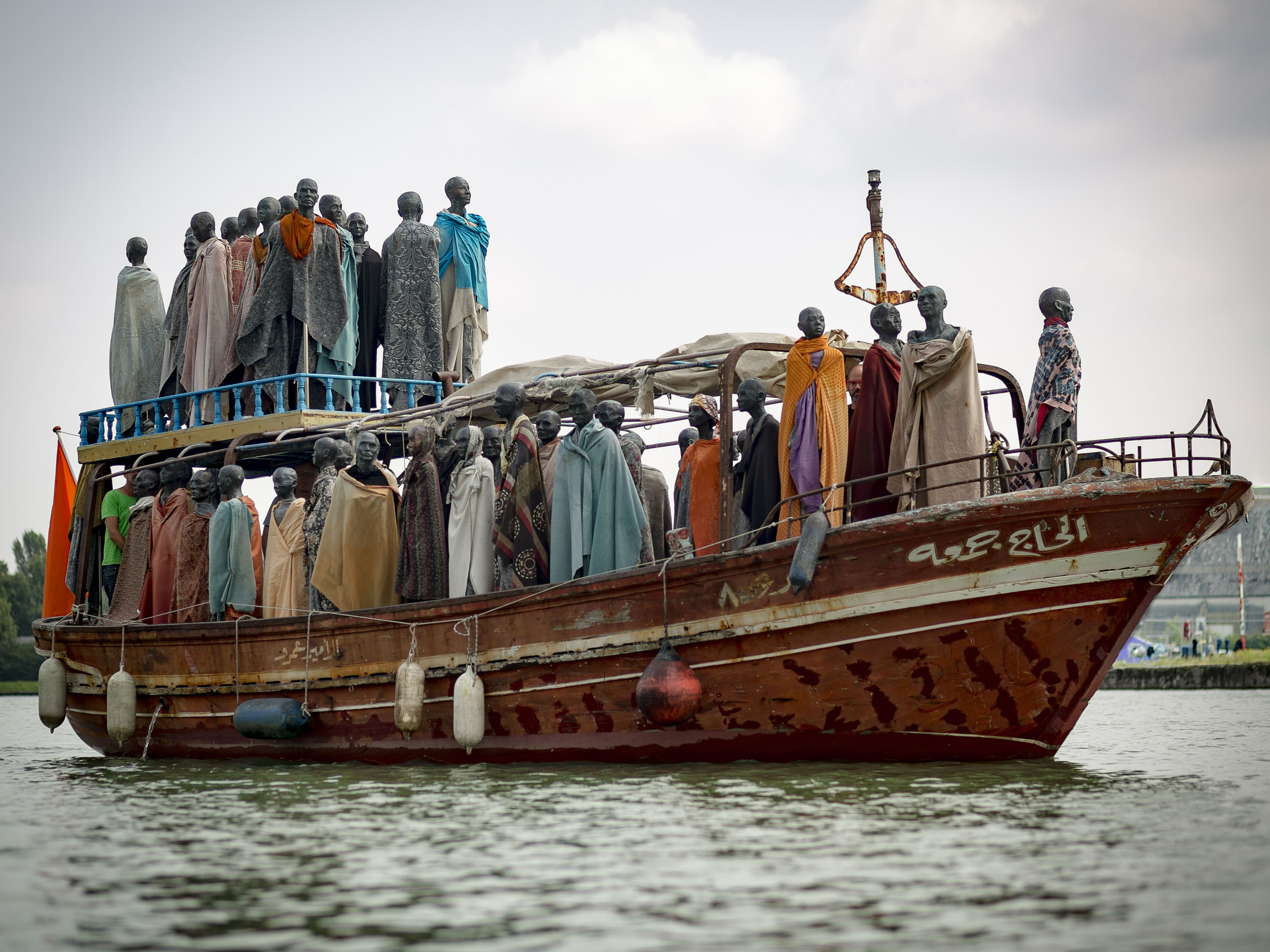
Al-hadj Djumaa
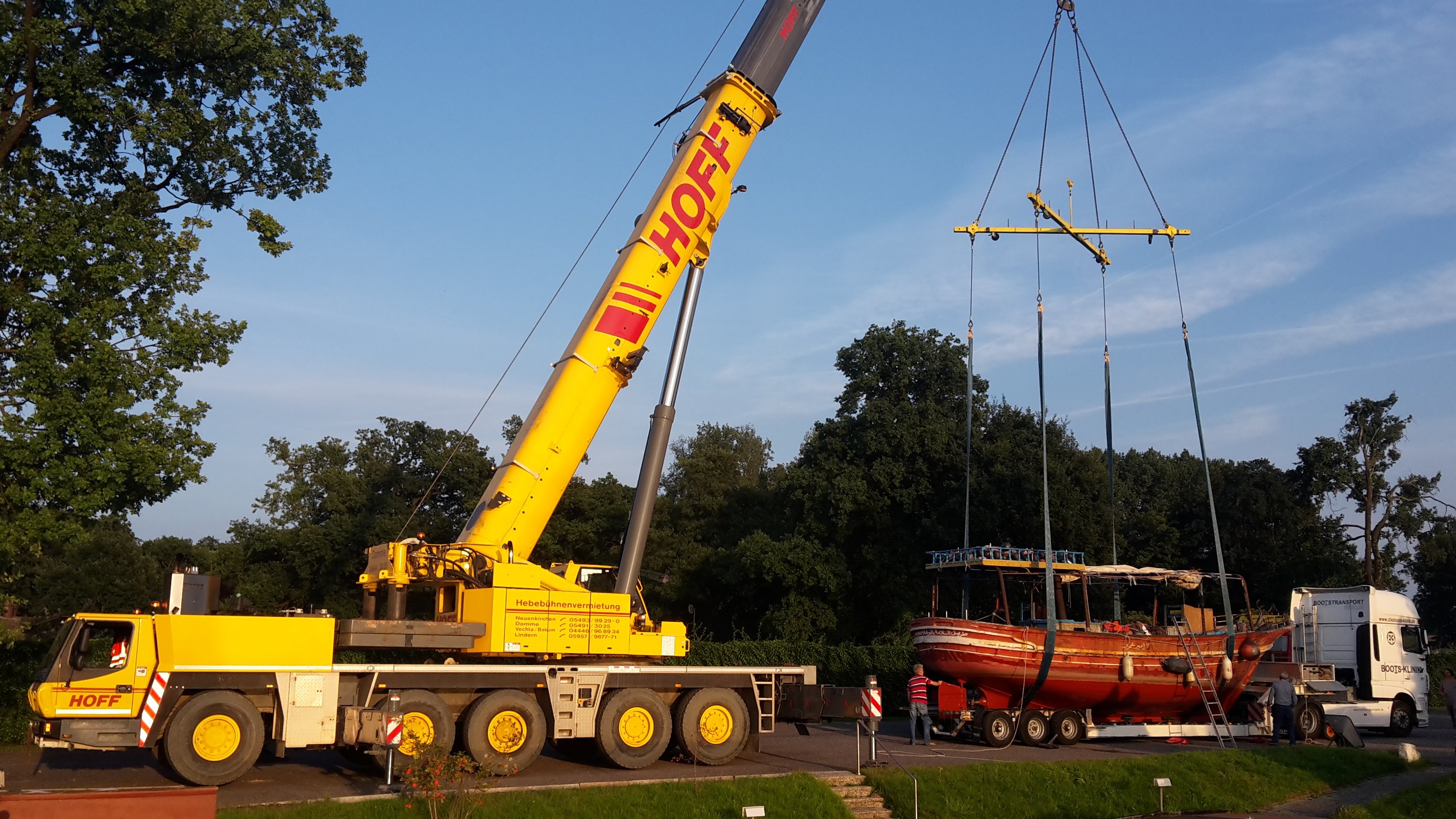
Kranverladung
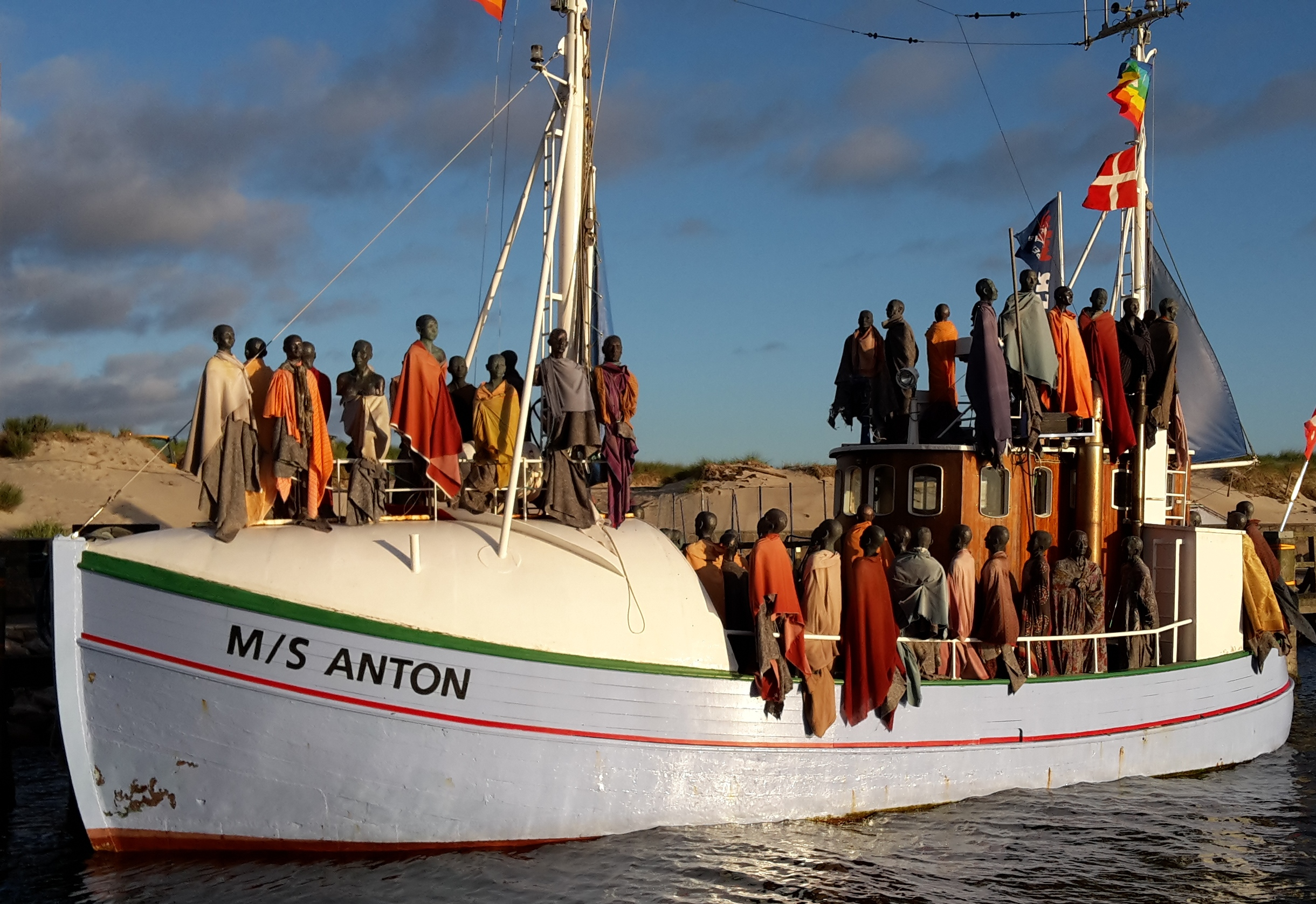
MS Anton
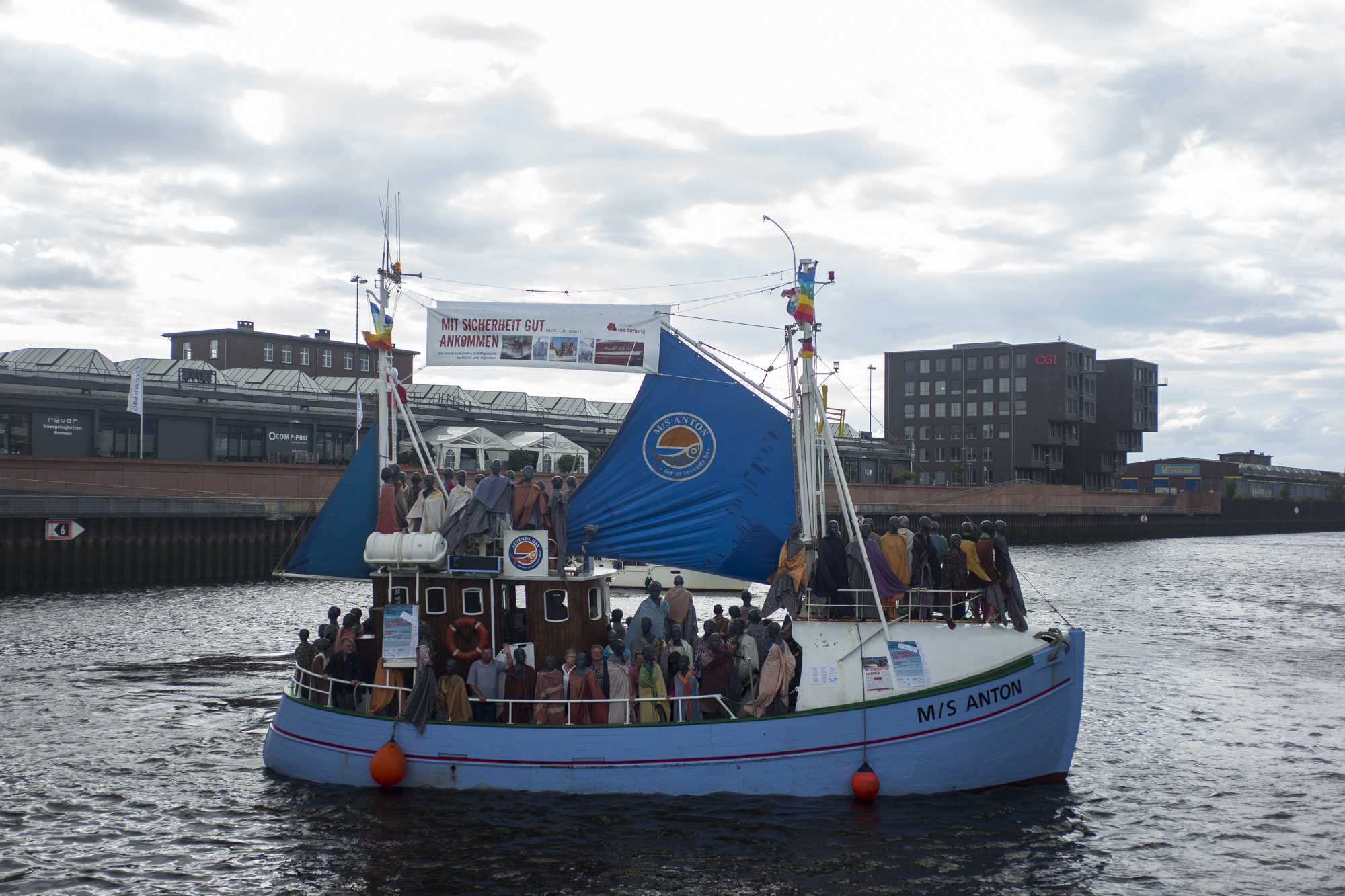
MS Anton in Bremen
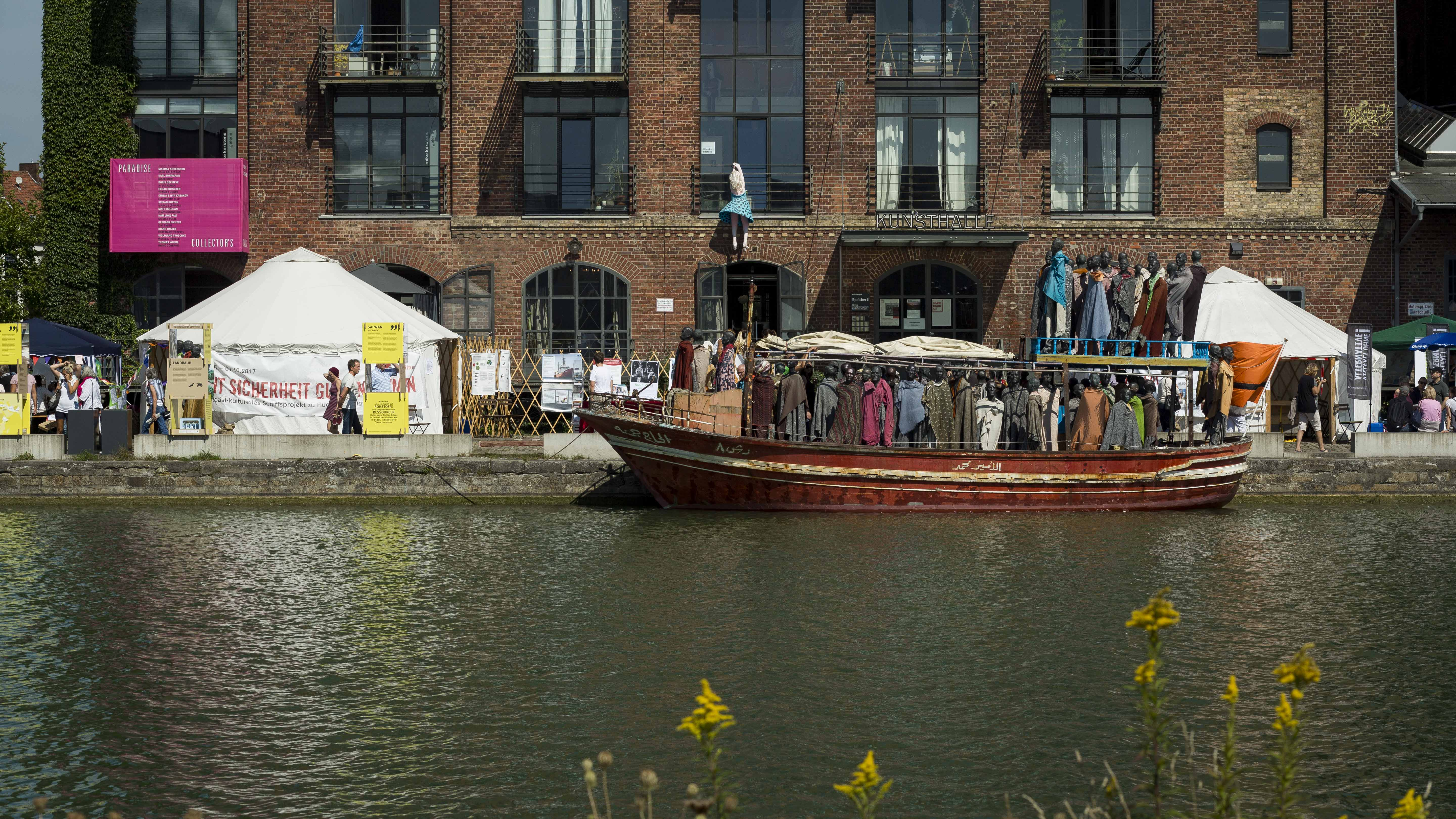
Liegeplatz in Münster bei Skulptur.Projekte
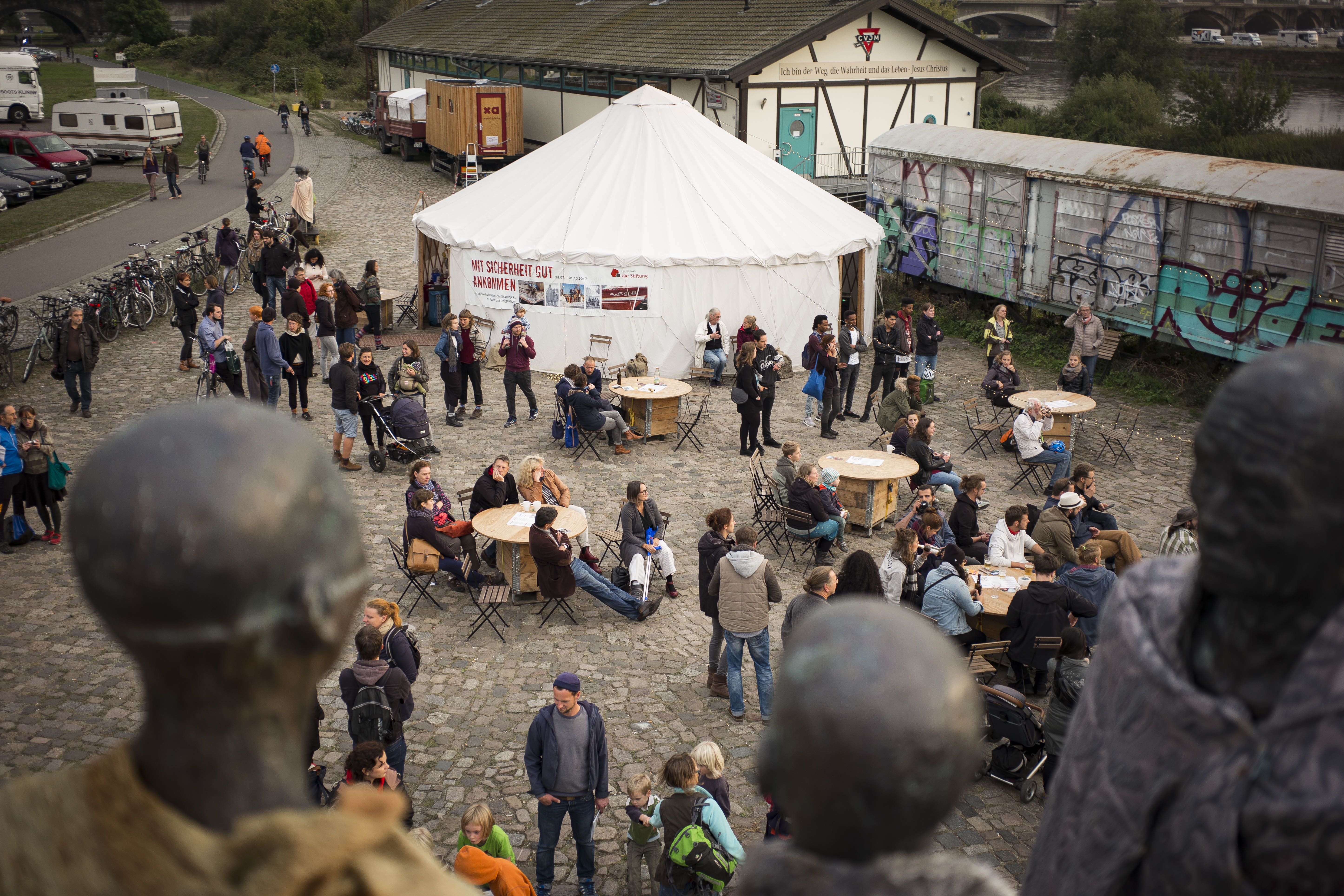
Veranstaltung in Dresden
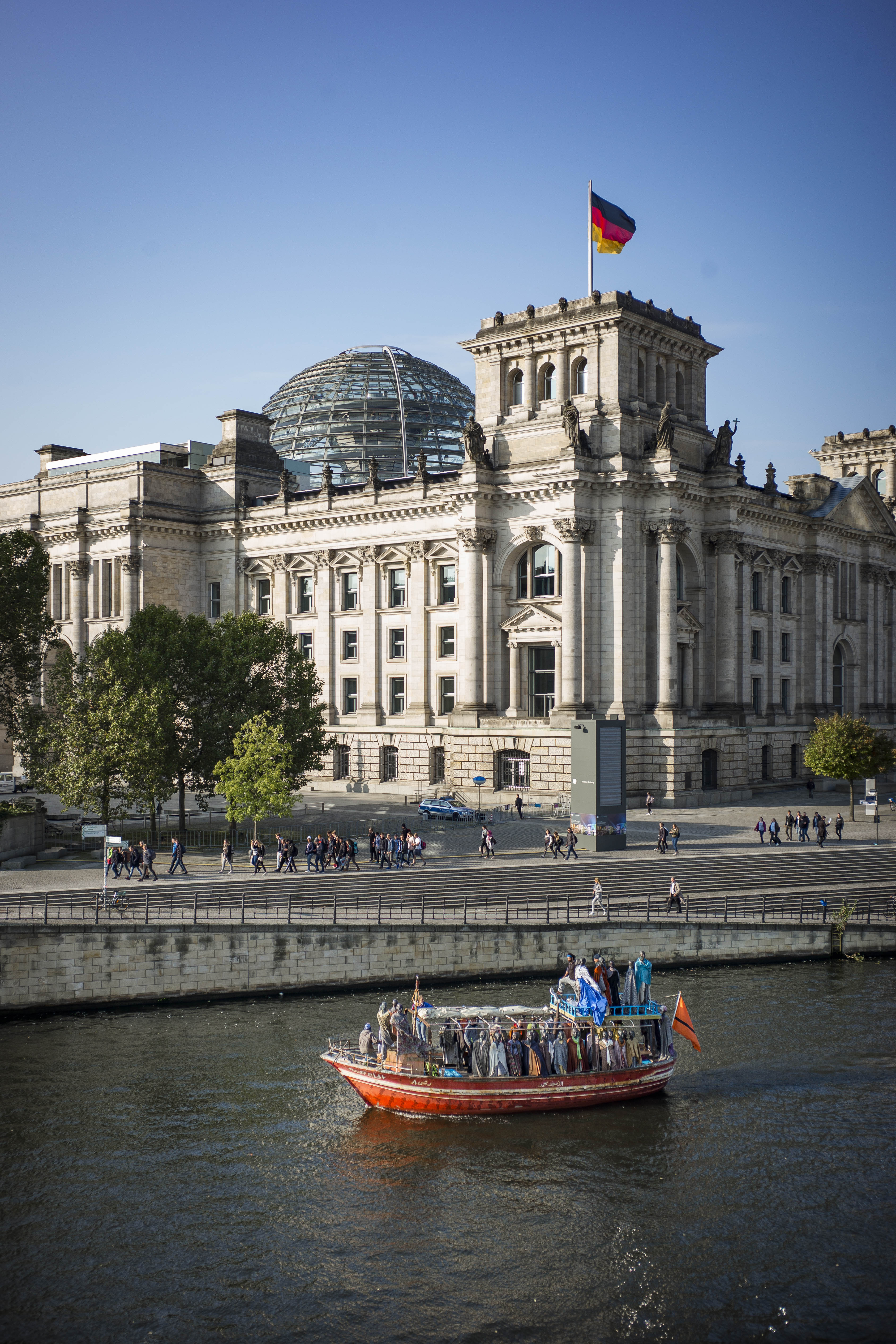
Vor dem Reichstagsgebäude